# Apostolska nunciatura na Kiribatih
Apostolska nunciatura na Kiribatih je diplomatsko prestavništvo (veleposlaništvo) Svetega sedeža na Kiribatih.
Trenutni apostolski nuncij je Charles Daniel Balvo.

## Seznam apostolskih nuncijev
- Patrick Coveney (15. oktober 1996–25. januar 2005)
- Charles Daniel Balvo (1. april 2005–danes)